# Randall McDaniel
Randall Cornell McDaniel (Phoenix, 19 dicembre 1964) è stato un giocatore di football americano, di nazionalità statunitense, che ha giocato nel ruolo di guardia per la maggior parte della carriera con i Minnesota Vikings della National Football League (NFL). Fu scelto nel corso del primo giro (19º assoluto) del Draft NFL 1988 dai Vikings. È stato inserito nella Pro Football Hall of Fame nel 2009.

## Carriera professionistica
McDaniel fu scelto dai Minnesota Vikings come diciannovesimo assoluto nel Draft 1988 e con essi rimase fino al 1999, quando passò ai Tampa Bay Buccaneers, dove giocò gli ultimi due anni della carriera. È largamente considerato come uno dei migliori e più versatili uomini della linea offensiva ad aver mai giocato nella NFL. Egli fu convocato come titolare per ben 12 Pro Bowl consecutivi tra il 1989 e il 2000. Disputò inoltre 202 gare consecutive nel corso della sua carriera e fu inserito nella prima formazione ideale della stagione All-Pro nove volte
Durante la stagione 2006, McDaniel fu inserito nel "Ring of Honor" dei Minnesota Vikings e nel 2009 nella Pro Football Hall of Fame.

## Palmarès

### Individuale
- Convocazioni al Pro Bowl: 12

1989, 1990, 1991, 1992, 1993, 1994, 1995, 1996, 1997, 1998, 1999, 2000
- First-team All-Pro: 9

1990, 1991, 1992, 1993, 1994, 1995, 1996, 1997, 1998
- PFWA All-Rookie Team - 1988
- Formazione ideale della NFL degli anni 1990
- Pro Football Hall of Fame (Classe del 2009)
- Minnesota Vikings Ring of Honor
- Squadra ideale del 40º anniversario dei Minnesota Vikings
- I 50 più grandi Vikings
- Formazione ideale del 100º anniversario della National Football League